# Эгина (остров)
Э́гина (греч. Αίγινα — «Козий остров») — остров в заливе Сароникос, между Арголидой и Аттикой. По переписи 2011 года население насчитывало 13 056 жителей. Основной населённый пункт также называется Эгина.

## География
Площадь острова — 77,014 квадратных километров. Каменистая и сухая почва при тщательной обработке давала хорошие урожаи ячменя, инжира, миндаля, богатые сборы винограда и оливок. Наиболее плодородным местом была равнина на западном берегу острова, окружавшая главный город Эгины, который носил то же имя. На западном же берегу была устроена удобная торговая и военная гавань. Расстояние от порта греческой столицы до порта Эгина — 11,5 морских миль.

## История

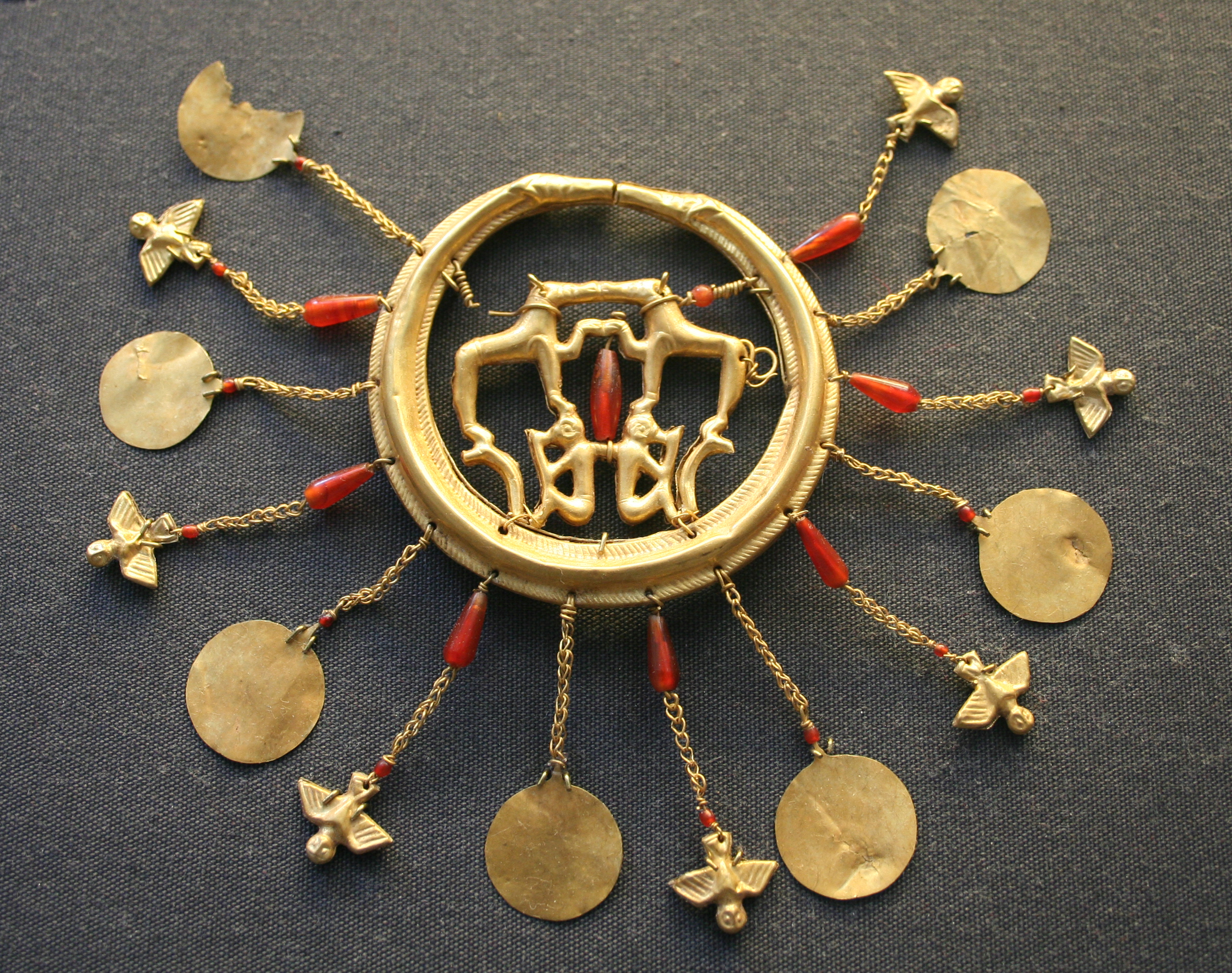
Фрагмент Эгинский клад микенской эпохи

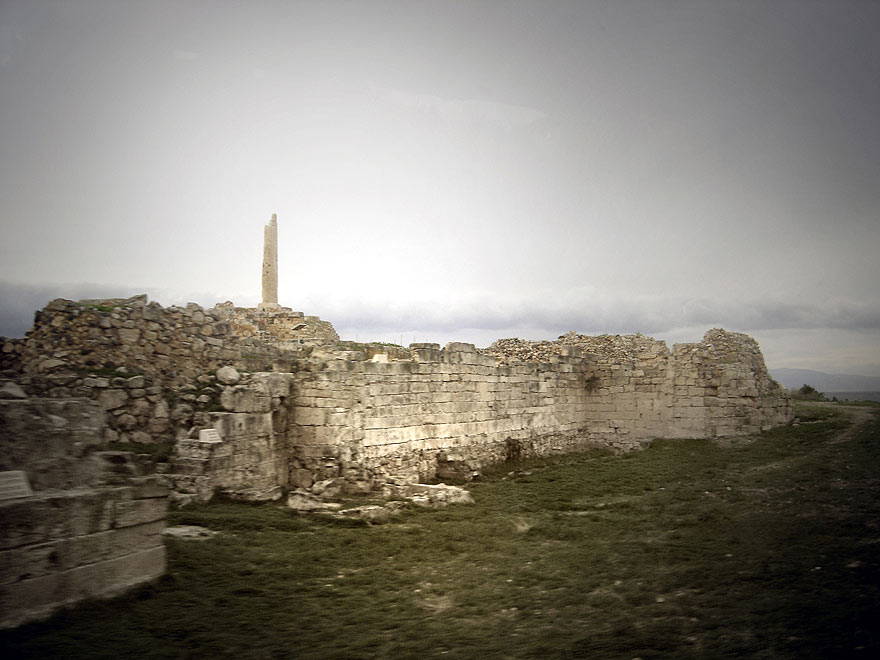
Руины храма Аполлона

Собор Святителя Нектария Эгинского

Древнее название острова — Энопия. Последующее — от имени нимфы Эгины («Козьей»), дочери божества реки Асопа (река под таким названием протекает в Беотии), которую сам Зевс в образе орла похитил из дома и унёс на этот остров.
Первыми жителями острова, согласно местному мифу, были мирмидоняне, которые обрабатывали землю с «муравьиным терпением». Осваивать земледелие людям помогала нимфа Мирмекс (μύρμηκες — муравей). В иной версии мифа жители острова были созданы волей Зевса из муравьёв (μύρμηκες) и они стали первыми подданными Зевсова сына Эака.
С древнейших времён эгинцы занимались мореплаванием. Остров входил в первую (ионийско-ахейскую) амфиктионию морских государств. Знаменитый Эгинский клад (сейчас — в Британском музее) датируется ранней микенской эпохой (ок. 1700—1500 гг. до н. э.).
Вскоре после вторжения дорийцев в Пелопоннес одна из их групп — эпидаврийцы — завладели Эгиной и быстро доризировали её, так что она стала к Эпидавру в отношения колонии к метрополии. Около 1200 г. до н. э. («бронзовый коллапс») процветавшие поселения на Эгине опустели.
Население Эгины возрастало очень быстро; если верить Аристотелю, в V—IV вв. оно достигало 1/2 млн, включая в это число около 470 тыс. рабов. Такое количество людей Эгина не могла прокормить собственным хлебом и была принуждена ввозить его извне. Вследствие этого были основаны хлебная фактория на Понте и несколько колоний на Крите (Кидония), в Италии и др.

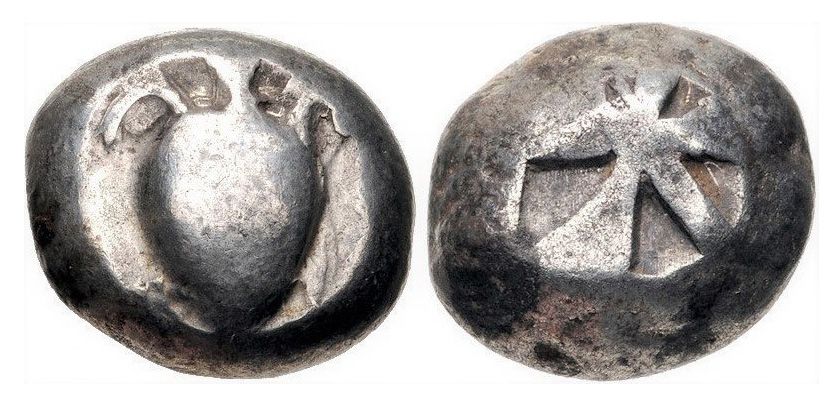
Эгина. 525—475 гг. до н.э., статер с изображением морской черепахи, вес 12.33 грамма.

Внутри острова промышленность и торговля были главными занятиями эгинян. Они выделывали благовония, изготовляли керамические изделия; особенно славилась эгинская медь, из которой отливались статуи. 
Эгиняне впервые ввели искусство чеканки серебряных монет в Европе (открытие, приписываемое аргосскому царю Фидону) и нормировали меры веса. Эгинская денежная система была принята в большинстве городов Греции. 
До и после персидских войн Эгина вела непрерывную войну с Афинами, но во время нашествия персов, забыв прежние споры, приняла видное участие в битвах при Саламине, Платеях и Микале.
Причиной войн Эгины с Афинами служило политическое и торговое соперничество обоих государств: строго аристократический правящий класс острова с ненавистью относился к усиливающейся афинской демократии, а афинские купцы старались устранить сильного конкурента. Благодаря заботам Фемистокла об увеличении афинского флота война приняла благоприятный для Афин оборот, и в 455 г. до н. э. Эгина после осады принуждена была сдаться вследствие недостатка в провианте. Афиняне потребовали срытия укреплений, роспуска флота и ежегодной уплаты дани.
В 431 г. до н. э. афиняне изгнали всех жителей Эгины и населили её афинскими клерухами. В 404 г. до н. э., после роковой для Афин битвы при Эгоспотамах, Лисандр вернул на Эгину остаток старого населения острова, и с этих пор эгиняне возобновляют вражду с афинянами.
В царствование Александра Македонского Эгина была в руках македонян, которые пользовались ею как укреплённым фортом против Афин.
В 270-х гг. до н. э., после освобождения Афин от македонского владычества, Эгина примкнула к Ахейскому союзу, но вскоре подверглась новому нападению афинян, которые овладели островом и уступили его Атталу Пергамскому. Составляя часть его наследства, Эгина перешла в 133 г. до н. э. к Риму, Антоний подарил её Афинам, но Август взял её обратно. При византийских императорах Эгина составляла часть Эллады. Остров пользовался поддержкой Венеции и Генуи и был окончательно захвачен турками только в 1718 году. После Революции в 1828 году на острове находилось первое правительство Греции нового времени. В современном здании мемориальной библиотеки Кивернеон и находилось это первое правительство во главе с Иоанном Каподистрия.

## Эгинская школа скульптуры
Остров Эгина знаменит тем, что в древности стал одним из центров формирования оригинальной школы древнегреческой скульптуры в период между архаикой и так называемым строгим стилем (конец VI — середина V века до н. э.). «Стиль, который приходит на смену строгой архаике, — писал Б. Р. Виппер, — отличается прямо противоположными ей тенденциями: вместо архаической улыбки — суровые, почти угрюмые лица; вместо пёстрой игры поверхности — строгая простота форм и жестов; вместо лёгкой грации и подвижности — тяжёлое, даже немного неуклюжее спокойствие… Это стиль, который составляет своего рода пролог к греческой классике».
Местные скульпторы (известны имена: Колон, Онат) работали в бронзе. В отличие от мастеров иных школ (аргосской, сикионской, аттической, крито-микенской, спартанской), предпочитали изображать обнажённые фигуры атлетов в сильном, напряжённом движении. Однако их произведения не сохранились и известны лишь по литературным описаниям. Единственный памятник, раскрывающий особенности этого важного периода развития античного искусства, — руины храма Афины-Афайи с фрагментами фронтонных скульптур. В 1811 году путешествовавшие по Греции и осматривавшие древние храмы Джон Фостер, Чарльз Роберт Кокерелл, барон Штакельберг, барон Халлер фон Халлерштайн с помощью местных жителей, указавших правильное место, откопали упавшие во время землетрясения и заваленные землёй статуи и фрагменты фигур западного и восточного фронтонов — в общей сложности 16 фигур, 13 голов и десятки фрагментов. Они получили название «эгинетов». После многих перемещений скульптуры отреставрировал в Риме (с произвольными изменениями по обычаю того времени) датский скульптор Бертель Торвальдсен. По рекомендации Торвальдсена эгинеты приобрёл баварский принц Людвиг (будущий король Людвиг I). Ныне реконструкции фронтонных групп Эгинского храма можно увидеть в Мюнхенской глиптотеке.

## Достопримечательности

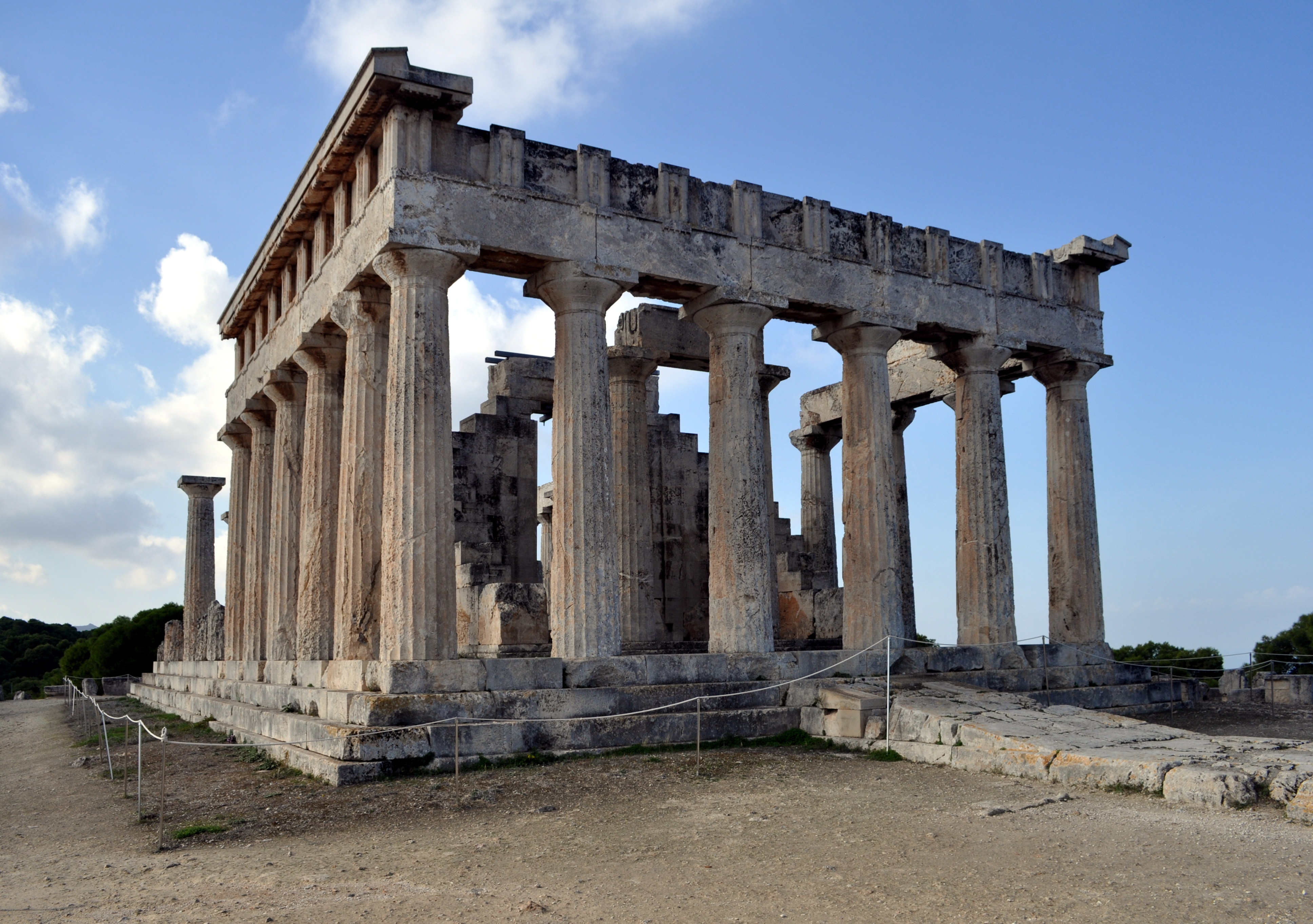
Эгина. Храм Афайи

Археологический музей и музей народного быта. Одной из достопримечательностей острова является монастырь Святой Троицы — святого Нектария.
Дорический храм, посвящённый критской богине Афайи начала V века до н. э. Храм построен на месте более древнего Храма Афайи. Сохранились 24 из 34 колонн и копии значительного количества статуй с фронтонов храма поздней архаики. Остатки храма Аполлона VI века до н. э. находятся неподалёку от гавани. Интересна средневековая деревня Месагрос в 9 км от столицы острова Эгины, старая столица острова — Палеохора с множеством небольших храмов XIV—XVII веков, рядом с монастырём святого Нектария, также средневековые монастыри, в том числе монастырь Богородицы Хрисолеонтиссы на горе Атос, основанный около 1600 года.

## Община Эгина
Община (дим) Эгина (греч. Δήμος Αίγινας) входит в периферийную единицу Острова в периферии Аттика. Включает острова Эгина и Ипсили, а также острова Лаусес. В 1997 году по программе «Каподистрия» произошло слияние общины Эгина и сообществ Вати, Кипсели, Месагрос и Пердика. Население общины — 13 056 человек по переписи 2011 года. Площадь общины — 87,41 км². Административный центр — Эгина. Димархом на местных выборах 2014 года выбран Димитриос Мурдзис (Δημήτριος Μούρτζης).
Община Эгина делится на 5 общинных единиц.
| Общинная единица | Сообщество | Население (2011), человек |
| ---------------- | ---------- | ------------------------- |
| Вати             | Вати       | 1495                      |
| Кипсели          | Кипсели    | 2124                      |
| Месагрос         | Месагрос   | 1361                      |
| Пердика          | Пердика    | 823                       |
| Эгина            | Эгина      | 7253                      |

## Население
| Год  | Община, человек |
| ---- | --------------- |
| 1991 | 11 103          |
| 2001 | 12 716          |
| 2011 | ↗ 13 056        |

## Уроженцы и жители
- Морайтинис, Аристидис (1891—1918) — один из пионеров греческой авиации, участник Балканских войн 1912—1913 гг., участник первого в мире полёта военно-морской авиации, единственный греческий ас (9 побед) Первой мировой войны.
- Дионисий Эгинский — православный святой, святитель.
- Нектарий Эгинский — православный святой, святитель, чудотворец.
- Павел Эгинский — известный греческий хирург, писатель и акушер VII века.